# Saint-Léon-sur-l'Isle
Saint-Léon-sur-l'Isle är en kommun i departementet Dordogne i regionen Nouvelle-Aquitaine i sydvästra Frankrike. Kommunen ligger i kantonen Saint-Astier som tillhör arrondissementet Périgueux. År 2022 hade Saint-Léon-sur-l'Isle 2 072 invånare.

## Befolkningsutveckling
Antalet invånare i kommunen Saint-Léon-sur-l'Isle
Referens:INSEE